# Pala della beata Umiltà

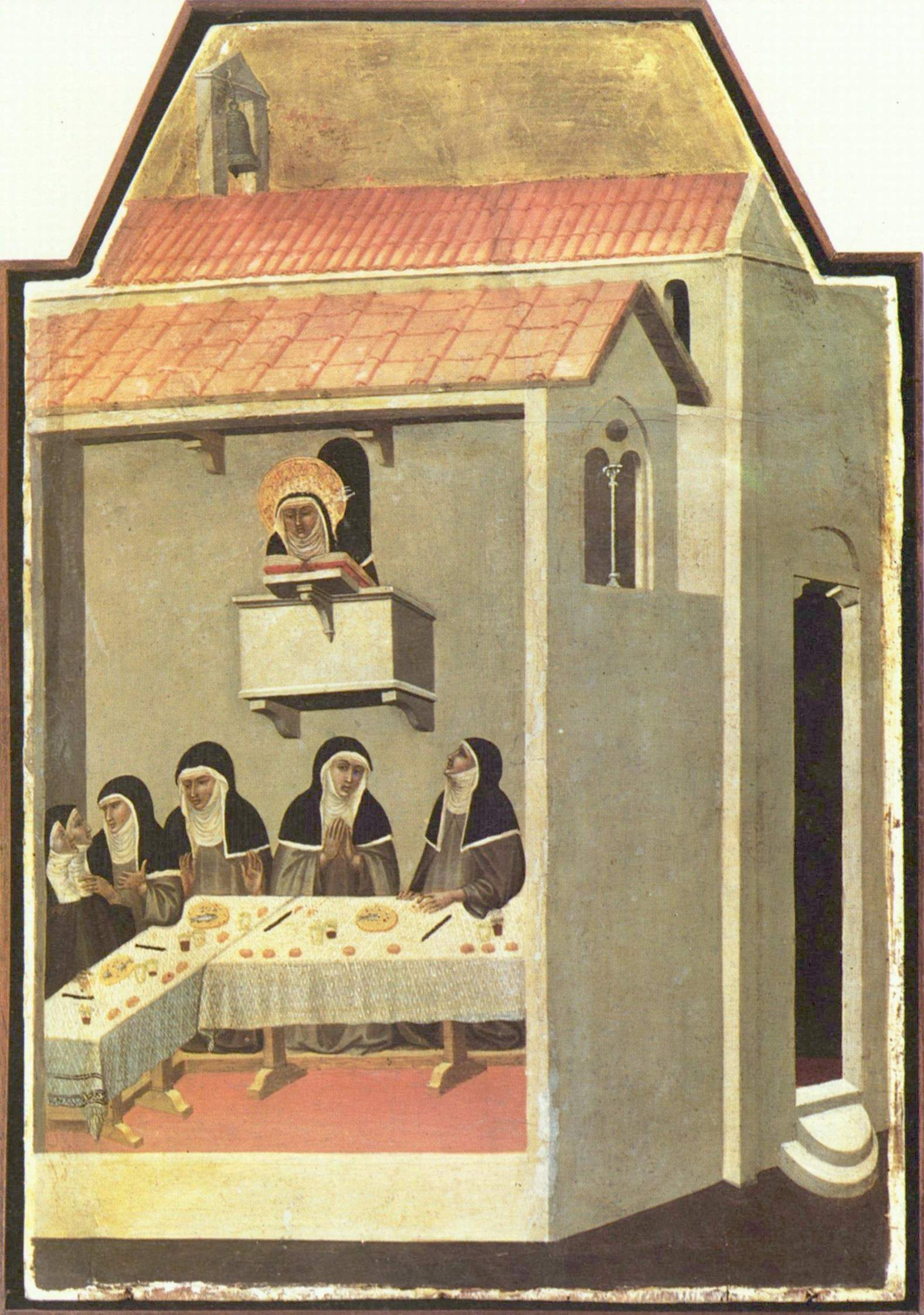
Beata Umiltà riesce miracolosamente a leggere nel refettorio di Santa Perpetua, Firenze

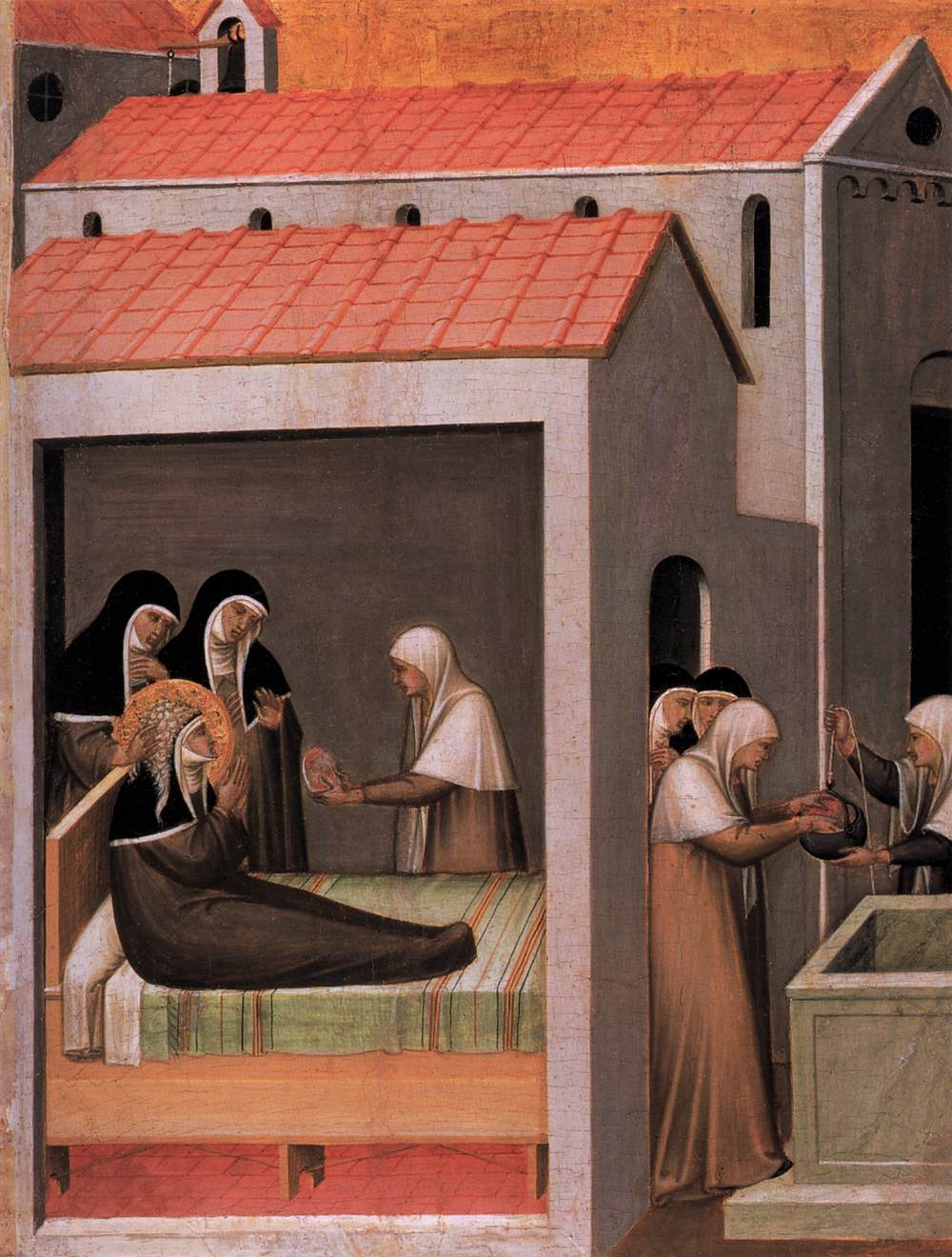
Miracolo del ghiaccio, Berlino

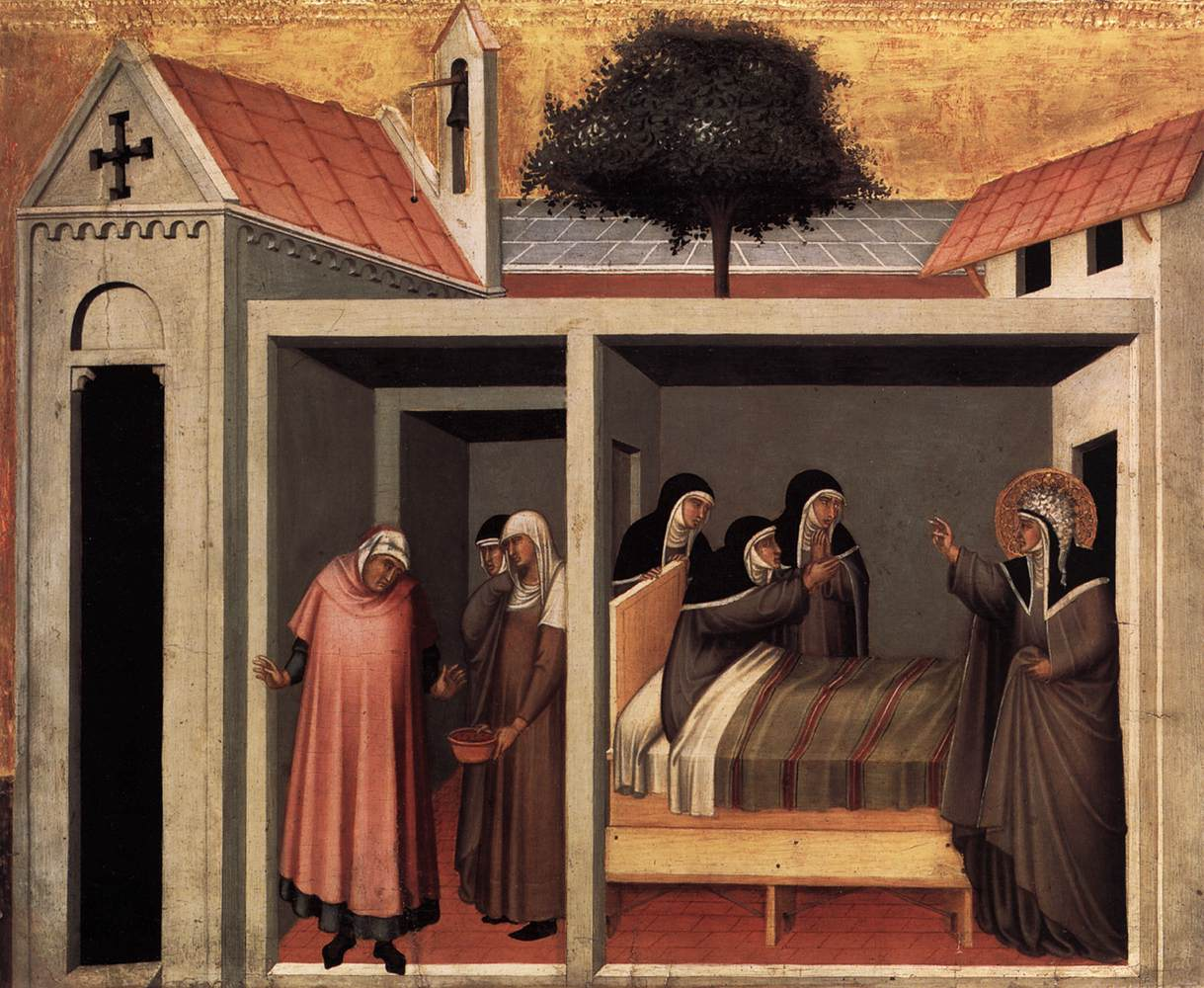
Guarigione di una monaca, Berlino

La Pala della beata Umiltà è un polittico a tempera e oro su tavola (128 × 57 cm la tavola centrale, 45x32 le formelle laterali, 51x21 ogni cuspide e 18 cm di diametro i tondi della predella) di Pietro Lorenzetti, databile al 1341 circa e conservato nella Galleria degli Uffizi a Firenze.

## Storia
La pala si trovava sull'altare della beata Umiltà nella chiesa di San Giovannino degli Scolopi a Firenze, anche se non è detto che originariamente fosse stata dipinta proprio per quella collocazione, essendo la chiesa fondata solo nel 1351, ma piuttosto per il monastero delle monache vallombrosane di Faenza, fondato proprio dalla santa Umiltà, che venne distrutto nel 1534 per far spazio alla Fortezza da Basso.
Dopo vari spostamenti il polittico finì smembrato, perdendo due pannelli, che finirono a Berlino, e una cuspide che oggi si trova in una collezione privata. Nel 1841 la pala venne ricomposta arbitrariamente e nel 1919 pervenne agli Uffizi. L'ordine ottocentesco, che venne mantenuto fino al 1948, mostrava un pannello rifatto ex novo con un'iscrizione sulla base di una originale perduta, che venne collocato alla base della tavola principale, dove si trovava il pannello della Guarigione di una monaca finito alla Gemäldegalerie di Berlino. Vi si leggeva "A. MCCCXVI / HEC SUNT MIRACULA BEATE HUMILITATIS PRIME ABBATISSE ET FUNDATRICIS HUIUS VENERABILIS MONASTERII ET IN ISTO HALTARI EST CORPUS EIUS". Tale iscrizione ha dato origine a molti dubbi, per la datazione troppo anticipata rispetto agli stilemi maturi dell'opera, facendo piuttosto pensare a un errore di lettura dei caratteri gotici di MCCCXVI (1316) invece di MCCCXLI (1341). Inoltre la monaca inginocchiata nella posizione della committente era stata inizialmente identificata, senza fondamento, con la beata Margherita, seconda badessa delle monache di Faenza dopo Umiltà, morta nel 1330. L'opera dovrebbe quindi essere stata completata nel periodo successivo alla sua scomparsa.
Scoperto un disegno settecentesco (già pubblicato dal Carmichael nel 1913), nel 1954 la pala venne ripresentata con una nuova ricostruzione, che fu completata nel 1961 con i tre pinnacoli superstiti e con la predella fatta di sette tondi. Mario Salmi riconobbe poi il Redentore benedicente del pinnacolo centrale in un tondo oggi in una collezione privata.

## Descrizione e stile
Il polittico mostra la Beata Umiltà con una monaca inginocchiata al centro della pala, circondata da storie della vita della beata, con pinnacoli di Evangelisti e una predella con tondi di Santi e un Cristo in pietà al centro.
Le Storie, dalla vivace vena narrativa e descrittiva della vita monastica dell'epoca, vanno lette per file, da sinistra verso destra, dall'alto in basso. Esse sono:
- Beata Umiltà decide di separarsi dal marito Ugolotto per vivere santamente
- Ugolotto prende la veste religiosa
- Beata Umiltà riesce miracolosamente a leggere nel refettorio di Santa Perpetua (le monache stanno chiacchierando durante il pasto violando il voto di silenzio, ma la beata appare ristabilendo l'ascolto delle Sacre Scritture)
- Un monaco vallombrosano rifiuta di farsi amputare un piede malato
- Beata Umiltà risana il piede del monaco vallombrosano
- Beata Umiltà guada il fiume Lamone
- Beata Umiltà giunge a Firenze
- Beata Umiltà porta i mattoni raccolti per costruire il convento
- Beata Umiltà resuscita un bambino
- Beata Umiltà detta i suoi sermoni
- Beata Umiltà resuscita una suora (Gemäldegalerie di Berlino)
- Miracolo del ghiaccio (Gemäldegalerie di Berlino)
- Funerali della beata Umiltà.

I quattro evangelisti sono rappresentati a mezza figura, affacciati su scranni retti dal loro animale simbolico. Da sinistra si riconoscono:
- San Marco col leone
- San Giovanni con l'aquila
- San Matteo con l'angelo (perduto)
- San Luca con il bue.

I tondi della predella rappresentano:
- San Girolamo
- San Paolo
- Madonna
- Cristo in pietà
- San Giovanni Evangelista
- San Pietro
- San Giovanni Gualberto

Lo stile di Pietro in quest'opera appare influenzato da quello del fratello Ambrogio per quanto riguarda la riduzione del fondo oro in favore di una maggiore importanza data agli sfondi architettonici, che spesso si adattano gradevolmente alla forma delle tavole. Alcune scene mostrano un tentativo di superare il tradizionale sfondamento delle pareti degli edifici per mostrare scene ambientate all'interno con la presenza di archi e loggiati, mentre altre devono ricorrere a tale espediente. In generale è evidente anche l'influsso della scuola giottesca, con personaggi solidi e ben collocati nello spazio, che poco hanno a che fare con le esili figure allungate della scuola più marcatamente gotico-senese. Importante documento sono le numerosissime notazioni di costume e di vita quotidiana.